# بیلاباری
بیلاباری (به لاتین: Billabari) یک روستا در بنگلادش است که در استان باریسال و در ناحیه باریسال واقع شده است.